# Crenitis longula
Crenitis longula är en skalbaggsart som först beskrevs av Henry Clinton Fall 1924.  Crenitis longula ingår i släktet Crenitis och familjen palpbaggar. Inga underarter finns listade i Catalogue of Life.